# Jødeparagraffen
Jødeparagraffen er det folkelige navn på den anden paragraf i Norges grundlov fra 1814 til 1851. Paragraffen forbød i sin oprindelige form jøder, jesuitter og munkeordener at komme til Norge. Paragrafteksten lød:
Den evangelisk-lutherske Religion forbliver Statens offentlige Religion. De Indvaanere, der bekjende seg til den, ere forpligtede til at opdrage sine Børn i samme. Jesuitter og Munkeordener maae ikke taales. Jøder ere fremdeles udelukkede fra Adgang til Riget.
Paragraffen kan ses som en videreførelse af Christian 5.s Norske Lov fra 1687, hvor det blev bestemt at ingen jøder måtte opholde sig i Norge uden lejdebrev. Det er dog en skærpelse i forhold til den tidligere lov, da grundloven var absolut og uden undtagelser. Jøder som alligevel kom til Norge, som handelsrejsende eller på grund af skibbrud, blev arresteret og udvist, og i visse fald idømt bøder.

## Afskaffelsen af loven
Første forsøg på at få paragraffen ophævet var 1842. I denne sammenhæng havde Henrik Wergeland udgivet digtsamlingen Jøden og fik den sendt til alle stortingsrepræsentanter inden afstemningen om at ophæve paragraffen. Forslaget blev dog nedstemt første gang. Henrik Wergeland fortsatte arbejdet for sagen frem til sin død den 12. juli 1845. Samme år faldt forslaget for anden gang, og 1848 for tredje gang. I fjerde forsøg blev forslaget vedtaget den 13. juni 1851 med 93 stemmer mod 10. Grundlovsændringen blev godkendt af kong Oscar den 21. juli. 
Det var dog kun jøderne, som fik lov til at komme ind i Norge i 1851. Munkeordener var forbudt frem til 1897 og jesuitter frem til 1956, hvor Norge ratificerede Den Europæiske Menneskerettighedskonvention.
Under anden verdenskrig genindførte Vidkun Quislings regering jødeparagraffen den 12. marts 1942. Paragraffen var i kraft frem til 1945. Quisling blev efter krigen dømt for ulovlig ændring af grundloven.